# グスタフ・ラーソン
グスタフ・ラーソン（Erik Gustav Larson 、1887年7月8日 - 1968年7月4日）はスウェーデンの技術者。ボルボの創業者の一人。
1887年、スウェーデン中部オレブロ、ヴィントローザの農家の末っ子として生まれた。
早くから技術者志望で、当初はパルプ関係の技師を目指していた。オレブロの技術学校で化学を学んだ彼は、1911年、24歳の時にイギリスに渡った。そこで、ウィリアム・モリスがモーリス自動車で製造を開始したばかりの最初の自動車に、最初の1,000基のエンジンを提供することになったホワイト・アンド・ポップ社で設計技師となった。

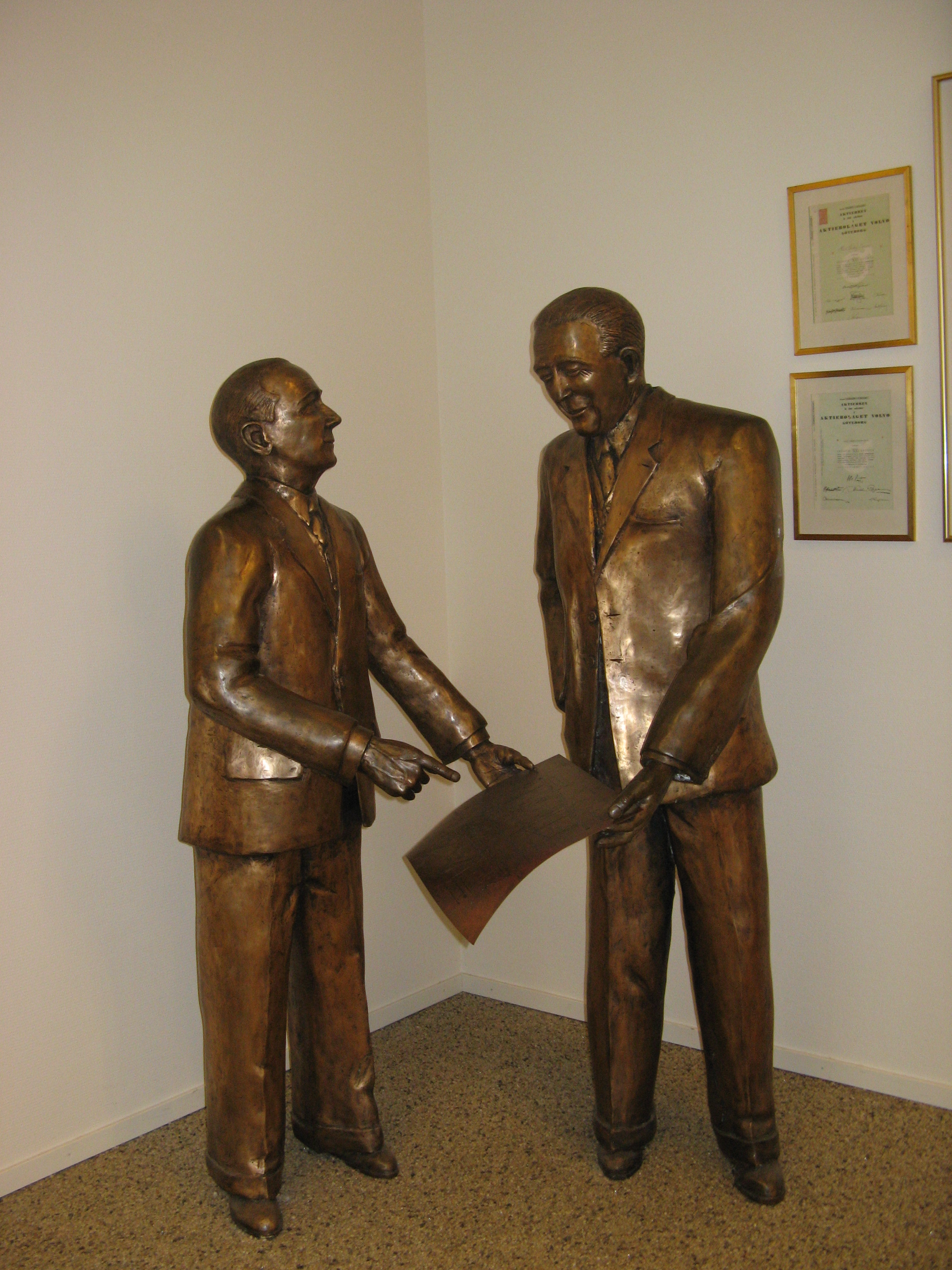
アッサール・ガブリエルソン（右） とグスタフ・ラーソン（左）

1917年にスウェーデンに戻るとSKFに入社。設計部でプーリーベルトとトランスミッション関連の部品の設計を行っていたが、この時、販売責任者であったアッサール・ガブリエルソンと交遊があった。
イギリスでの数年間を自動車設計に携わって過ごした彼は、スウェーデンに帰国後はアメリカの自動車会社の設計家達と文通を行い、自分のアイディアの検討を依頼するなどしていた。この文通でラーソンはスウェーデンでもトップクラスの自動車設計の知識を持つこととなった。
1920年にSKFを辞し、ガスケットやベアリング・メタルを製造するガルコ社の技術部長となっていたが、ガブリエルソンに請われてスウェーデン初の自動車の設計に従事した。

## 文献
- 西尾忠久『ボルボ』誠文堂新光社